# Parafia św. Stanisława Kostki w Tarnowie
Parafia Świętego Stanisława Kostki w Tarnowie – parafia rzymskokatolicka znajdująca się w diecezji tarnowskiej, w dekanacie Tarnów Zachód.

## Proboszczowie
- ks. Zbigniew Krzyszowski (2014 – 12 listopada 2023)[1]
- ks. dr Grzegorz Lechowicz (od 16 grudnia 2023)[2]